# Columbia (Connecticut)
Columbia es un pueblo ubicado en el condado de Tolland en el estado estadounidense de Connecticut. En el año 2005 tenía una población de 4.971 habitantes y una densidad poblacional de 89,9 personas por km².

## Geografía
Columbia se encuentra ubicada en las coordenadas 41°41′28″N 72°18′26″O / 41.69111, -72.30722.

## Demografía
Según la Oficina del Censo en 2000 los ingresos medios por hogar en la localidad eran de $70,208, y los ingresos medios por familia eran $77,665. Los hombres tenían unos ingresos medios de $51,250 frente a los $37,685 para las mujeres. La renta per cápita para la localidad era de $29,446. Alrededor del 4.2% de la población estaban por debajo del umbral de pobreza.